# James Wilson Morrice
Pour les articles homonymes, voir James Wilson et Wilson.
James Wilson Morrice, né à Montréal (Canada) le 10 août 1865 et mort à Tunis (Tunisie) le 23 janvier 1924, est un peintre canadien. 
Passant la majorité de sa carrière à l'étranger, surtout à Paris (France), Morrice est considéré par certains comme « le premier peintre canadien à se rattacher à une tradition vivante » en peinture au Canada. En effet, ses voyages le mettront en contact avec des peintres tels que James Abbott McNeill Whistler et Henri Matisse, chef de file du fauvisme, qui influenceront son travail. Ayant apporté l'influence de la peinture moderne européenne au Canada, son travail aura un impact sur celui de plus jeunes artistes comme Clarence Gagnon, John Lyman et même chez Paul-Émile Borduas.

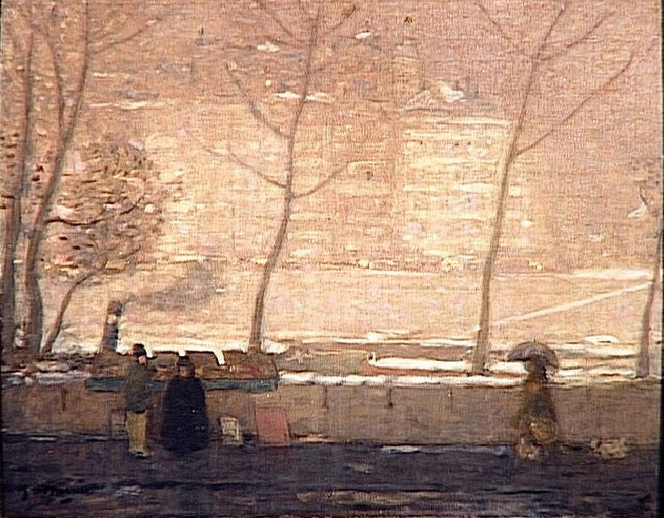
Quai des Grands-Augustins, 1904, musée d'Orsay, Paris

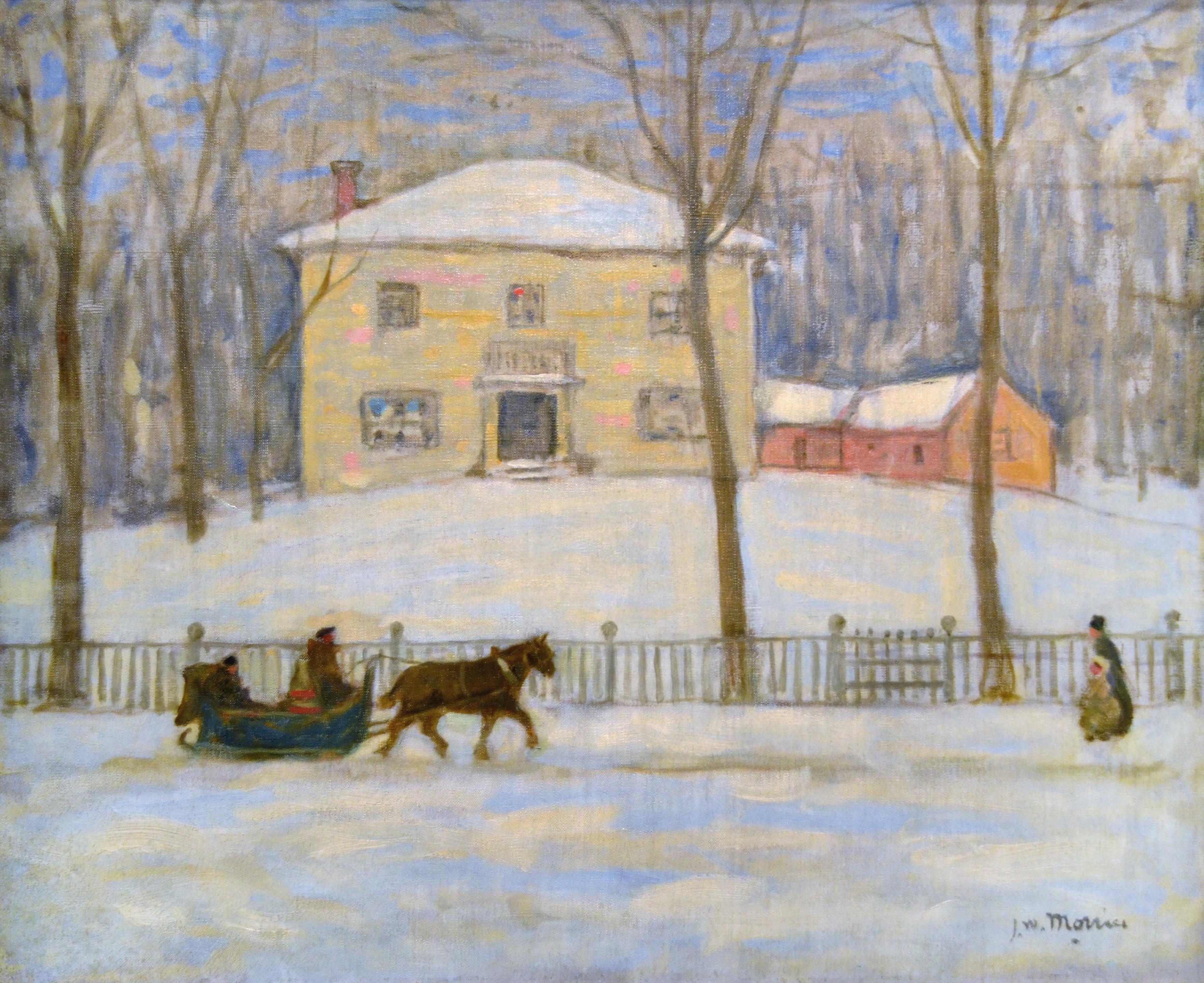
La Vieille Maison Holton à Montréal, 1908-1909, musée des beaux-arts de Montréal, Montréal

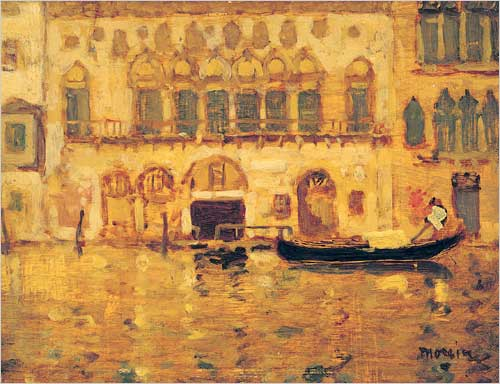
Vieux Palais à Venise, vers 1910, musée des beaux-arts de Montréal, Montréal

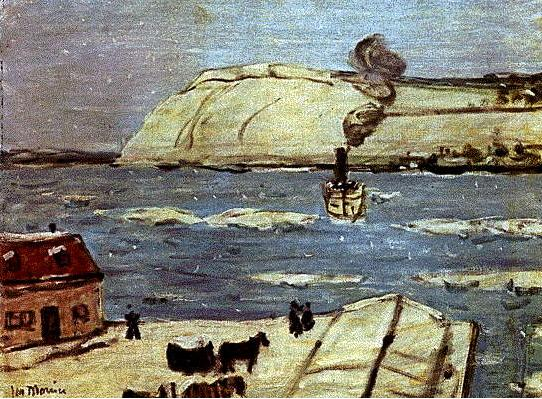
Le Ferry-Boat, Québec, vers 1910, musée des beaux-arts du Canada, Ottawa

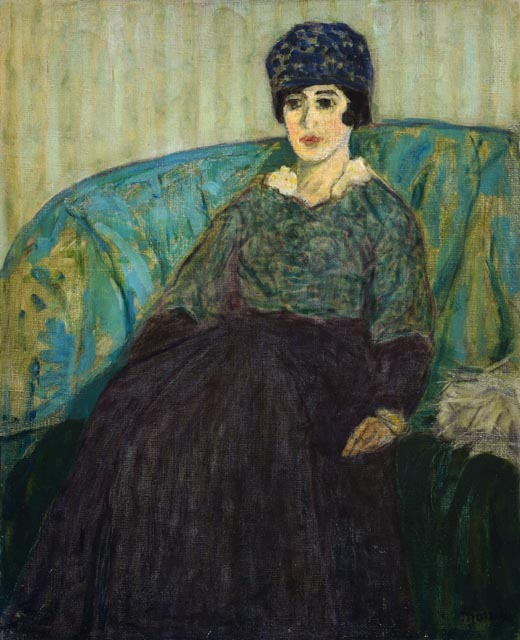
Blanche Baume, 1911-1912, musée des beaux-arts du Canada, Ottawa

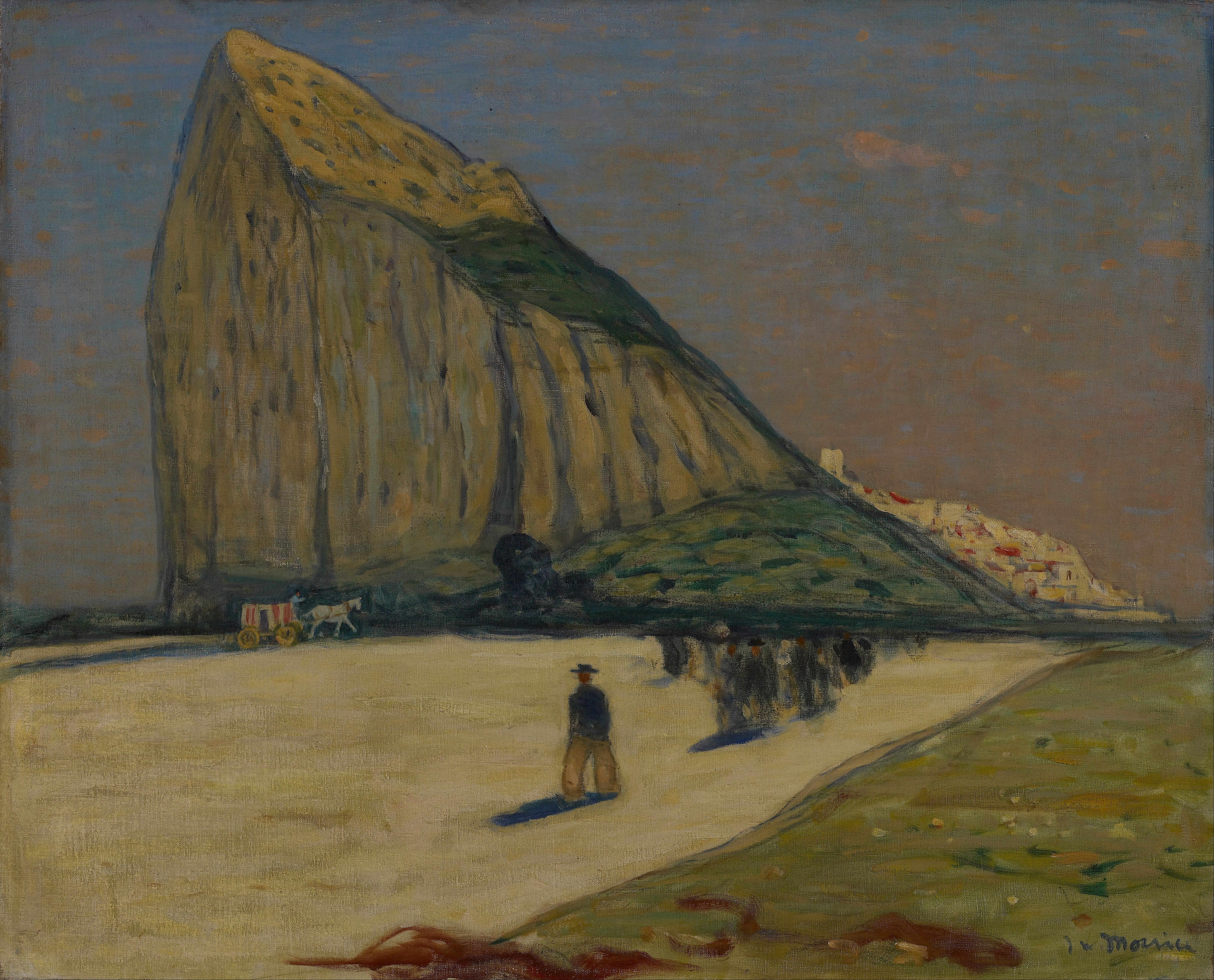
Gibraltar, 1913, musée des beaux-arts de l'Ontario, Toronto

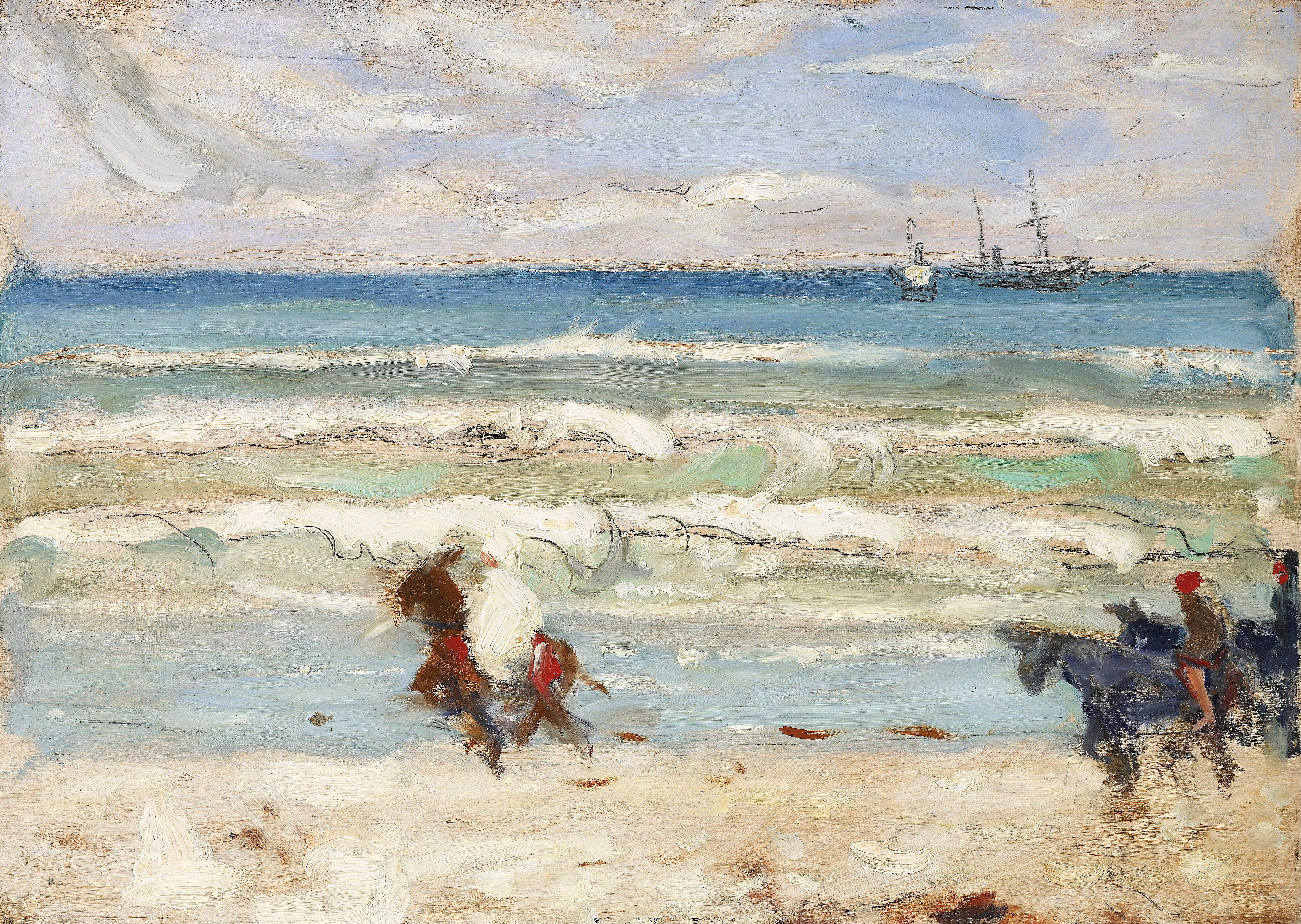
Scène de plage, Tanger, 1906-1916, musée des beaux-arts de l'Ontario, Toronto

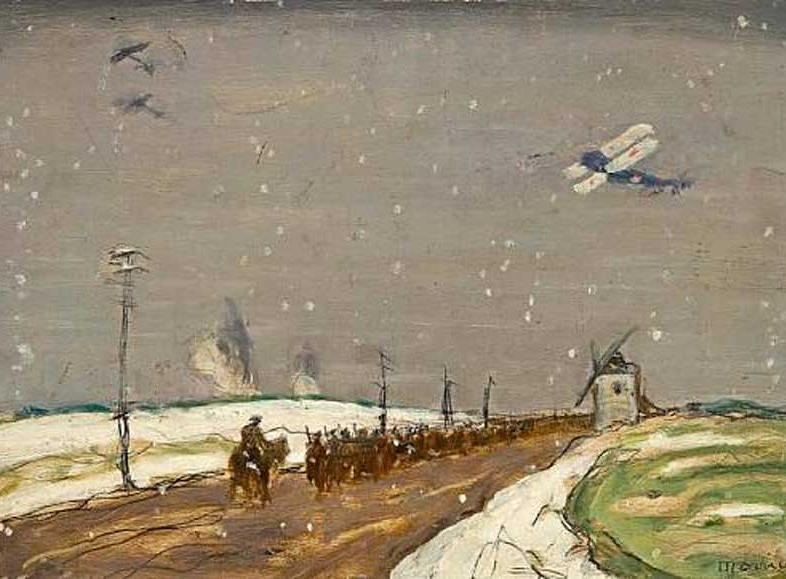
En marche, France, 1918, collection particulière

## Biographie

### Enfance et formation
James Wilson Morrice grandit dans une famille bourgeoise dont l’intérêt pour l’art le mit en contact avec la peinture. Morrice commence sa pratique artistique par l’aquarelle, loisir auquel il s’adonne lors de ses vacances au Maine (États-Unis) en 1882. 
À la même époque, il effectue des études dans la faculté des arts de l’Université de Toronto suivies par des études en droit au Osgoode Hall. Désintéressé par le droit, mais passionné pour la peinture, il participe à l'exposition de la Royal Canadian Academy en 1888 et au Spring Exhibition (Salon du Printemps) de la Montreal Art Association (ancêtre du Musée des beaux-arts de Montréal). Son talent étant remarqué par l’homme d’affaires et collectionneur William Cornelius Van Horne, son père se laissera convaincre de l’envoyer étudier à Paris. 
Il y fréquente pendant une courte période l’Académie Julian, mais, incompatible avec le milieu académique, il poursuit son éducation avec le peintre de l’École de Barbizon Henri Harpignies.

### Morrice et le voyage
Le voyage offre aussi à Morrice un aspect pédagogique. En effet, il part avec de jeunes peintres effectuer croquis et études en province et plus tard à Venise. 
Un voyage sera particulièrement important pour Morrice, soit celui des hivers 1912 et 1913 à Tanger avec Henri Matisse, qui aura une importante influence sur son style. 
Bref, parcourant différents pays et revenant sporadiquement au Québec, « pour lui, les frontières n’existent pas. Toute sa vie il parcourt le monde, et ses œuvres en font autant ». 
La manière de travailler de Morrice reflète bien cet état de perpétuel mouvement, en effet, il possède un studio à Paris, mais son travail se fait en partie à l’extérieur où il effectue esquisses et pochades qu’il transposera ensuite sur toile dans son atelier. Ces pochades semblent très importantes pour Morrice puisqu'au Salon d'automne de Paris de 1905 il n’aurait exposé que des études. 

### Carrière et implication sociale
En plus d’exposer au Salon d’Automne de Paris, au cours de sa vie, Morrice participe à plus de 140 expositions dans sept pays. En 1901, James McNeill Whistler placera Morrice aux côtés de Degas, Fantin-Latour, Harpignies et Monet lors de l’exposition de la Société Internationale des Sculpteurs, Peintres et Graveurs de Londres. 
En 1904, il obtient une reconnaissance officielle du gouvernement français lors de l’achat de l’œuvre le Quai des Grands-Augustins pour la collection d’art moderne étranger présentée dans la Galerie nationale du Jeu de Paume. De plus, au cours de sa vie, ses œuvres sont achetées par plusieurs lieux d’importance, notons le Pennsylvania Museum, la ville de Lyon, The Museum of Modern Western Art de Russie, le Musée du Luxembourg et la Tate Gallery de Londres, où il sera le premier Canadien à exposer. Après sa mort, une exposition rétrospective lui sera accordée à Paris, un honneur rarement réservé à un étranger. 
Malgré le peu d’intérêt des acheteurs et du public canadien, qui n'a d'intérêt que pour la peinture de paysage et de genre hollandais du XIXe siècle, il participe aux expositions de l’Art Association et du Canadian Art Club. « C’est sûrement la fortune personnelle de Morrice qui lui a permis de participer à tant d’expositions, au Canada ou à l’étranger. »
James Wilson Morrice participe aussi à la culture des cafés parisiens, comme le Chat Blanc ou le Café Versailles. 
Morrice sera membre d'un grand nombre de sociétés artistiques importantes de Paris, telles que la Société nationale des beaux-arts (dont il fut vice-président), la Société de peintres et de sculpteurs, le Salon d’automne (vice-président) ; il fut membre de l’International Society of Painters de Londres et de la Royal Canadian Academy et du Canadian Art Club. En plus de la peinture, Morrice cultive un intérêt pour la musique, la littérature et la poésie. En contact avec le milieu littéraire, il aurait inspiré des personnages des œuvres littéraires des auteurs Arnold Bennett et William Somerset Maugham.

## Production artistique

### Le portrait
La production de Morrice comprend quelques portraits qui représentent rarement des personnes précises et ne se révèlent pas comme des études de caractère. En effet, l’humain y est plutôt traité comme un motif, ou simple sujet de composition. Cette caractéristique se retrouve aussi dans les portraits du peintre américain James McNeill Whistler, un artiste qui aura une grande influence sur Morrice et pour qui « les personnages et autres objets que représente une surface peinte ne sont qu’un prétexte pour des arrangements harmoniques de tons ». On note aussi chez les deux peintres l’influence de la peinture chinoise par la « simplicité de composition, les larges tons rapprochés [et] les dégradés subtils ». Bref, l’aspect plastique y est plus important que le sujet représenté.  

### Le paysage
Les paysages représentent 80 % de sa production. 
On note des affinités dans leur traitement avec ceux du peintre européen Paul Cézanne, en effet, on sent chez Morrice la « même simplification des formes, la même élimination des contingences, notamment des personnages, ainsi qu’une certaine similitude de composition avec les nombreuses Montagnes Sainte-Victoire ». Comme chez ses contemporains canadiens ayant étudié à Paris et pratiquant le paysage, c’est-à-dire Maurice Cullen et Marc-Aurèle de Foy Suzor-Coté, on sent l’influence impressionniste dans leurs paysages locaux, qui s’exprime chez Morrice par l’usage de la touche divisée.  

### Les thèmes traités
Ne se confinant pas à un genre, Morrice ne se confinera pas non plus à un lieu ou un thème. En effet, comme les artistes du groupe des Sept ou Tom Thomson, il illustre l’hiver canadien, mais ne s’y limite pas. Il traite aussi bien du paysage urbain québécois que celui de Tanger ou encore celui de Paris.  Dans ses scènes de genre, majoritairement insérées dans un espace rural ou urbain, on retrouve des thèmes traités par d’autres artistes, entre autres, celui du cirque qu’avaient déjà exploité Degas et Henri de Toulouse-Lautrec.
C'est en contact avec les avant-gardes européennes, qui traitent de la figure humaine nue pour elle-même, que Morrice produira du nu qui, dans la peinture canadienne d'avant le XIXe siècle, n’était utilisé que lors des études préparatoires à la réalisation d’un tableau et qui sera ensuite habillé.
Ainsi, c’est à la suite du contact avec des peintres comme Morrice que des artistes comme Louis Muhlstock, Alfred Pellan et Jori Smith purent traiter le « nu féminin soit comme thème principal de leur œuvre, soit comme élément secondaire de la composition ». Bref, ils permirent, grâce à leur représentation de nu empreint des mouvements d’avant-garde européens, « qu’un nu puisse être un nu en tant que tel ». 

### L'influence de Matisse
À la suite de leur voyage à Tanger l'influence de Matisse se dénote par la  palette plus vive et l’espace plus décomposé dans le travail de Morrice. Par contre, contrairement à Matisse qui abandonne la perspective en faveur de la planéité et de l’autosuffisance de la toile par rapport aux couleurs, Morrice affiche une certaine planéité, mais ne refuse pas entièrement la perspective.

## Distinctions
- 1909 : Prix Jessie Dow de la meilleure peinture à l'huile pour l'œuvre Régates à Saint-Malo lors du 26e Salon du Printemps de l'Art Association[21]
- La rue James-Morrice dans les quartiers de Nouveau-Bordeaux et de Ahuntsic-Cartierville à Montréal est nommée depuis 1959 en sa mémoire[22].